# Lucius Titius Mansuetus
Lucius Titius Mansuetus war ein im 1. oder 2. Jahrhundert n. Chr. lebender Angehöriger des römischen Ritterstandes (Eques).
Durch eine Inschrift, die in Rom gefunden wurde und die auf 1/130 datiert wird, ist die militärische Laufbahn (siehe Tres militiae) von Mansuetus bekannt. Er war zunächst Kommandeur (Präfekt) der Cohors II Breucorum, die in der Provinz Mauretania Caesariensis stationiert war. Danach wurde er Tribunus militum in einer Legion, deren Name in der Inschrift nicht erhalten ist. Im Anschluss übernahm er als Präfekt die Leitung der Ala Sebosiana.